# Ashby-de-la-Zouch
Ashby-de-la-Zouch è un paese di 12 370 abitanti della contea del Leicestershire, in Inghilterra.

## Amministrazione

### Gemellaggi
- Pithiviers